# Nicolò Paganini (Politiker)

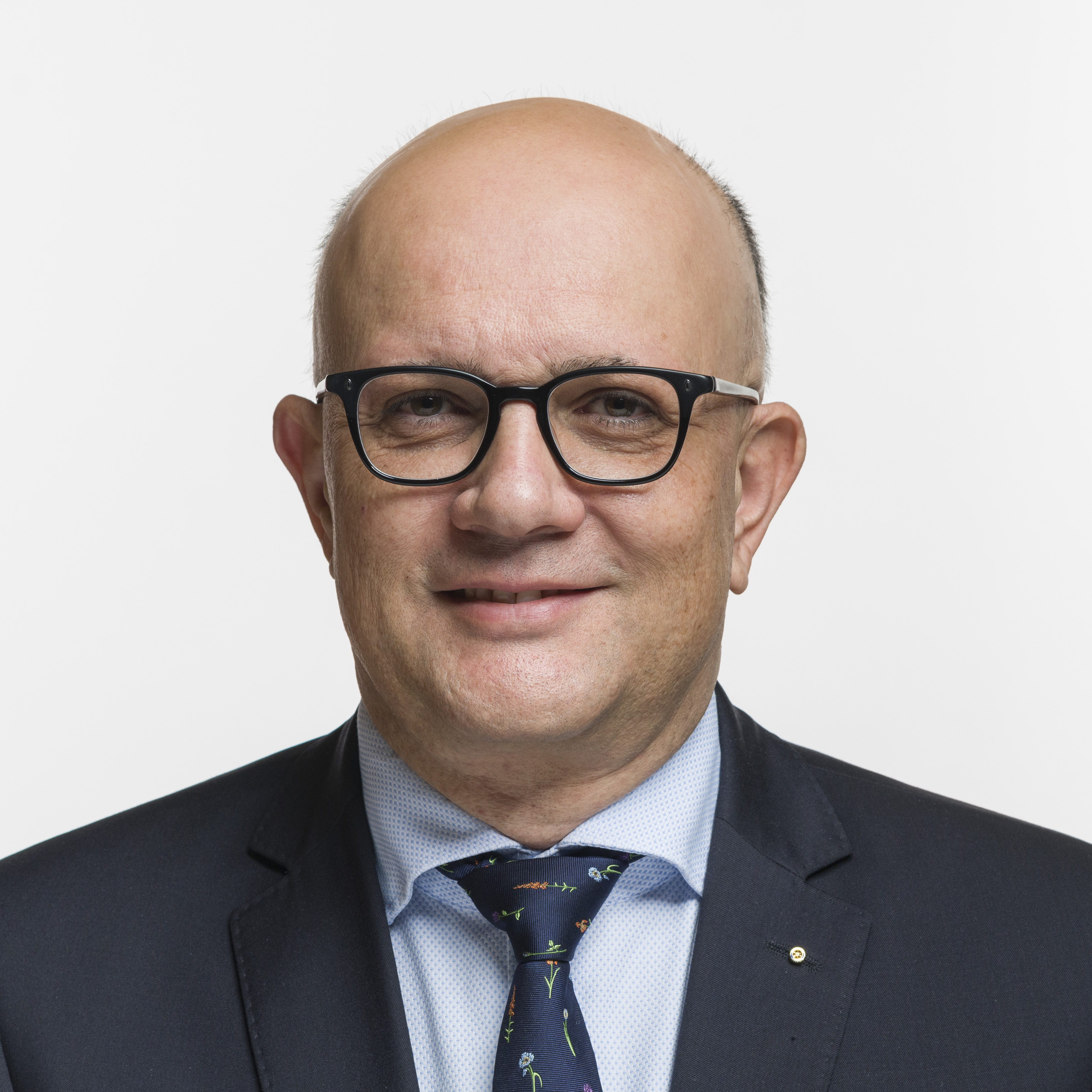
Nicolo Paganini (2019)

Nicolò Alessio Paganini (* 8. Juni 1966 in Herisau; heimatberechtigt in Bischofszell) ist ein Schweizer Politiker (Die Mitte, vormals CVP) und seit 2020 Präsident des Schweizer Tourismus-Verbands.

## Leben
Paganini absolvierte die Matura in Frauenfeld und studierte anschliessend an den Universitäten Bern und St. Gallen Wirtschaft und Recht, bevor er das Thurgauer Anwaltspatent erwarb. Von 1996 bis 1999 war er Mitglied der Geschäftsleitung einer Weinkellerei in Münsterlingen, danach widmete er sich bis 2002 der selbstständigen Anwaltstätigkeit als Rechtsanwalt. Von 2002 bis 2007 war er Leiter des Amts für Wirtschaft des Kantons St. Gallen, anschliessend bis 2011 Abteilungsleiter für die St. Galler Kantonalbank. Im Jahr 2011 wurde der ausgebildete Biersommelier vom Verwaltungsrat der Olma Messen St. Gallen – der Betreibergenossenschaft des Messestandortes St. Gallen und der OLMA Schweizer Messe für Landwirtschaft und Ernährung – zum neuen Direktor der OLMA gewählt. Nach seiner Bestätigung als Nationalrat 2019 gab er die Stelle Ende Mai 2020 auf.
Paganini engagierte sich bereits früh politisch. So sass er von 1992 bis 2002 im Grossen Rat des Kantons Thurgau, wovon er zwei Jahre als Präsident der CVP-Fraktion wirkte. Zudem war er von 1994 bis 1996 Gemeindepräsident der Gemeinde Zihlschlacht.
Im Jahr 2018 rückte er als Nachfolger von Jakob Büchler in den Nationalrat nach. In den Wahlen 2019 und 2023 wurde er wiedergewählt. Bis 2019 hatte er Einsitz in der Sicherheitspolitischen Kommission. Seit 2019 ist er Mitglied der Kommission für Umwelt, Raumplanung und Energie und der Delegation für die Beziehungen zum Österreichischen Parlament (seit 2023 Präsident), seit 2023 zusätzlich Mitglied der Staatspolitischen Kommission. Von 2019 bis 2023 war er zudem Mitglied der Gerichtskommission der Vereinigten Bundesversammlung sowie der Geschäftsprüfungskommission des Nationalrates (Präsident der Subkommission EDA/VBS). Zudem ist er Co-Präsident der parlamentarischen Gruppe «Tourismus» und Mitglied  weiterer Gruppen (Stand: April 2022). Paganini wurde per 1. Juli 2023 zum Präsidenten der Verwaltung der Genossenschaft Migros Ostschweiz gewählt. Er zählt zu den «bäuerlichen Parlamentariern» des Schweizer Bauernverbands.
Paganini ist verheiratet, hat drei Kinder und bekleidete im Schweizer Militär den Rang eines Fouriers.